# 붉은 다리 아래 따뜻한 물
《붉은 다리 아래 따뜻한 물》(赤い橋の下のぬるい水 아카이하시노시타노누루이미즈[*])는 이마무라 쇼헤이 감독의 2001년 일본 영화이다. 이마무라 감독의 마지막 장편 영화이며, 2001년 칸 영화제 경쟁 부문에 진출했다.

## 출연진
- 야쿠쇼 고지 - 사사노 요스케
- 시미즈 미사 - 아이자와 사에코
- 바이쇼 미츠코 - 아이자와 미쓰
- 후와 만사쿠 - 겐
- 나쓰야기 이사오 - 우오미 마사유키
- 기타무라 유키야 - 우오미 신타로
- 고지마 히지리 - 다가미 미카
- 네기시 도시에 - 사사노 도모코
- 사카모토 스미코 - 야마다 마사코
- 가다루카나루 다카 - 다치바나 다이조
- 미키 커티스 - 오니시 노부유키
- 야마다 다카오 - 나카무라 가즈오
- 나카무라 가쓰오 - 야마다 다카오
- 기타무라 가즈오 - 다로